# Martin Schongauer
Martin Schongauer (asi 1448, Colmar, Alsasko – 2. února 1491, Breisach am Rhein) byl nejvýznamnějším německým grafikem před Albrechtem Dürerem. Jeho grafické listy byly velmi rozšířené a v Itálii byl znám jako Bel Martino a Martino d'Anversa.

## Život
Schongauer se narodil mezi lety 1445–1450, pravděpodobně jako třetí ze čtyř synů zlatníka Caspara Schogauera pocházejícího z Augsburgu. Je známo, že roku 1465 byl zapsán na Univerzitu v Lipsku a podnikl cestu do Burgundska a Holandska, než se roku 1470 usadil v Colmaru a v roce 1477 tu zakoupil dům. V malbě se patrně vyškolil u Caspara Isenmanna v Colmaru. Vlámský malíř Lambert Lombard (1505-1566) v dopise Vasarimu uvádí, že Schongauer se vyučil u Rogier van der Weydena. Od roku 1489 žil v městě Breisach poblíž Colmaru.
Rytectví se vyučil v dílně otce, ale mohl se školit také u německého Monogramisty E.S., pocházejícího ze Švýcarska nebo jihozápadu Německa. Americký odborník na staré tisky A. Hyatt Mayor nalezl individuální rukopis obou na různých partiích jediného grafického listu. Všechny práce s Schongauerovým monogramem M†S vykazují plně rozvinutý styl. Schongauer založil v Colmaru významnou ryteckou školu a vychoval řadu rytců miniatur z počátku 16. století (Kleinmeister), mimo jiné Albrechta Altdorfera, a velkou skupinu norimberských umělců (Pencz, Barthel, Beham). Albrecht Dürer se do Colmaru vypravil roku 1492 aby se s Schongauerem seznámil a stal se jeho žákem, ten však krátce předtím zemřel. V letech 1488–1490 byl Schongauerovým žákem Hans Burgkmair starší.

## Dílo

### Malba
Jako malíř byl Schongauer následovníkem vlámského Rogiera van der Weydena a několik jeho dochovaných obrazů připomíná nádherou barev a precizností provedení nejlepší díla jeho vlámských současníků.
Jeho nejvýznamnějším dílem je oltářní obraz Madona v Růžové zahradě namalovaný pro kostel Svatého Martina v Colmaru. Musée Unterlinden v Colmaru vlastní osm obrazů, jejichž autorem je Schongauer nebo jeho dílna. Jsou mu připisovány také obrazy Svatá rodina (Mnichov, Vídeň), Narození Ježíška (Berlín), Madona s dítětem (Los Angeles). Portrét mladé ženy z roku 1478 je v soukromé sbírce v Kreuzlingen.
V kostele v Breisachu se zachovaly Schongauerovy nástěnné malby.

### Rytiny
Schongauer za svého života vytvořil množství vynikajících mědirytin, které byly kromě Německa prodávány také v Itálii, Anglii nebo Španělsku. Nebyl ještě přímo ovlivněn italskou renesancí ale vykazuje znaky vrcholného gotického stylu. Podle italského historika Vasariho kopíroval Schongauerovu rytinu Utrpení sv. Antonína také Michelangelo.

Náměty jeho děl jsou většinou náboženské, ale jsou mezi nimi i komické scény z běžného života (Rodina rolníka při cestě na trh, Potyčka dvou učňů). Za originální rytiny jednoznačně pocházející z jeho ruky, z nichž některé jsou známé pouze v jediné kopii, je považováno 116 listů. Monogramem M†S je podepsána také řada desek jeho žáků a některé kopie umělců, kteří s ním nijak nesouviseli.

K nejlepším Schongauerovým rytinám patří soubory Umučení Ježíše Krista, Smrt a korunovace panny Marie, Podobenství o deseti pannách. Některé jsou i přes svou malou velikost velkorysými kombinacemi postav, architektury, zvířat a rostlin (Svatá noc, Klanění tří králů), jeho největší deska (29 x 43 cm) se scénou Nesení kříže obsahuje desítky figur. Všechny jsou mimořádné svým detailním a mistrovským zpracováním, vyváženou kompozicí a bohatou škálou tónů.

Schongauer zavedl znázornění objemu pomocí křížového šrafování, které později převzal Albrecht Dürer. Jako první patrně použil vícehrotého rydla pro paralelní linie a zlepšil techniku vytvářením hlubších vrypů, které umožnily zhotovení více tisků z jedné desky.
Kolekce jeho grafik vlastní např. Musée Unterlinden v Colmaru, British Museum nebo sbírka grafiky v Berlíně.

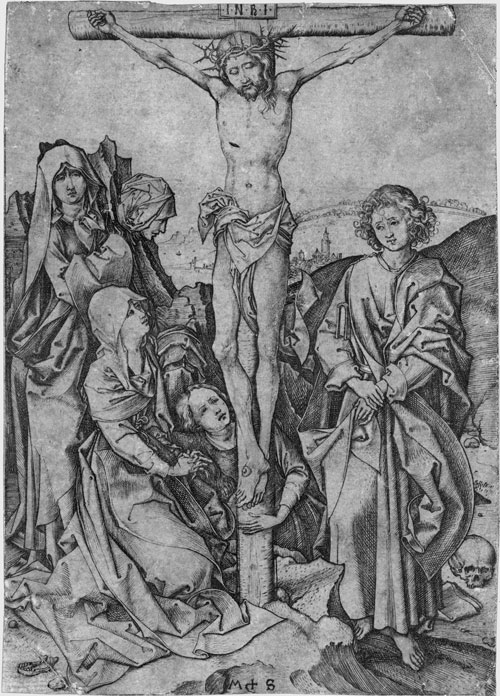
Martin Schongauer, Ukřižování
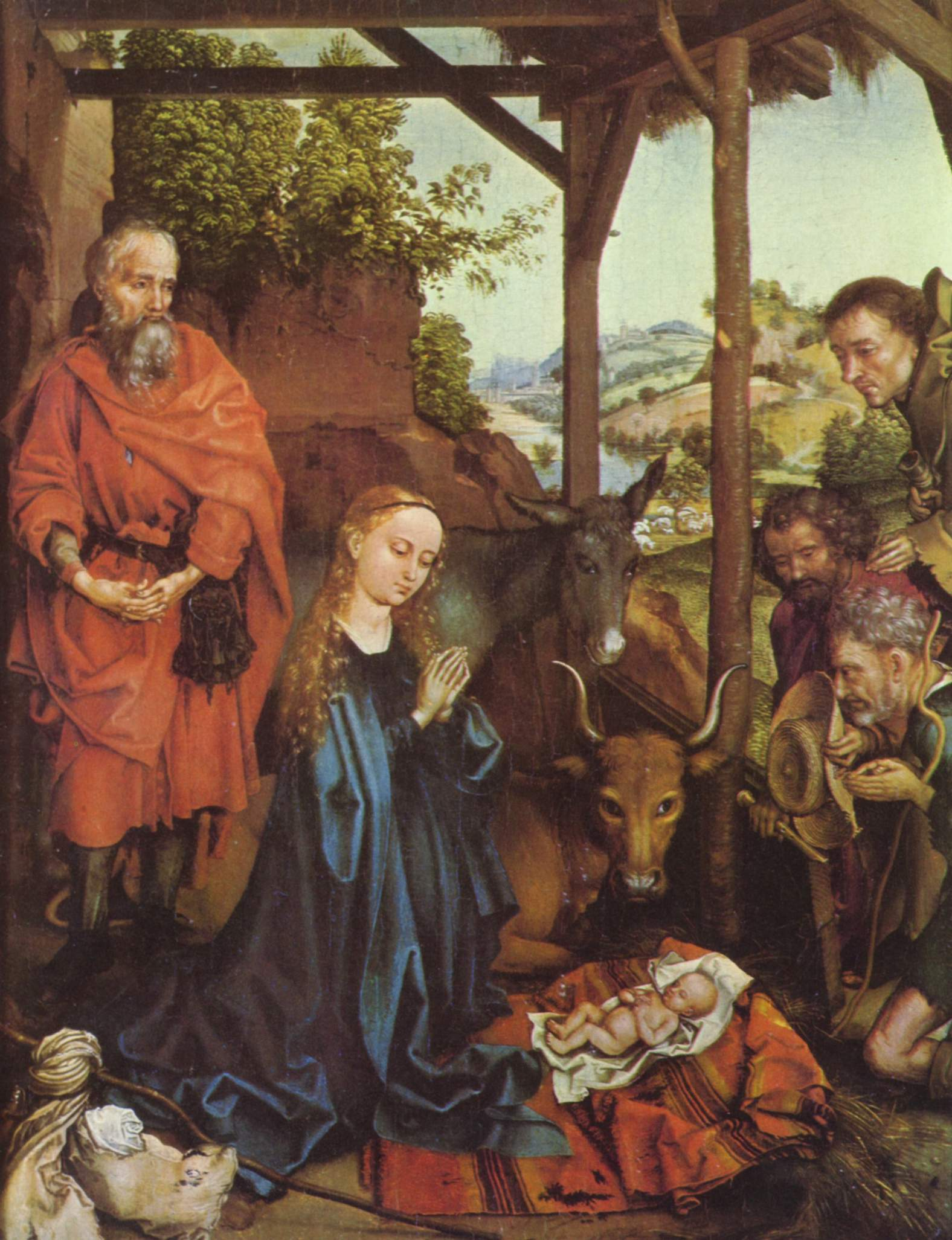
Martin Schongauer, Narození Ježíška, Berlín
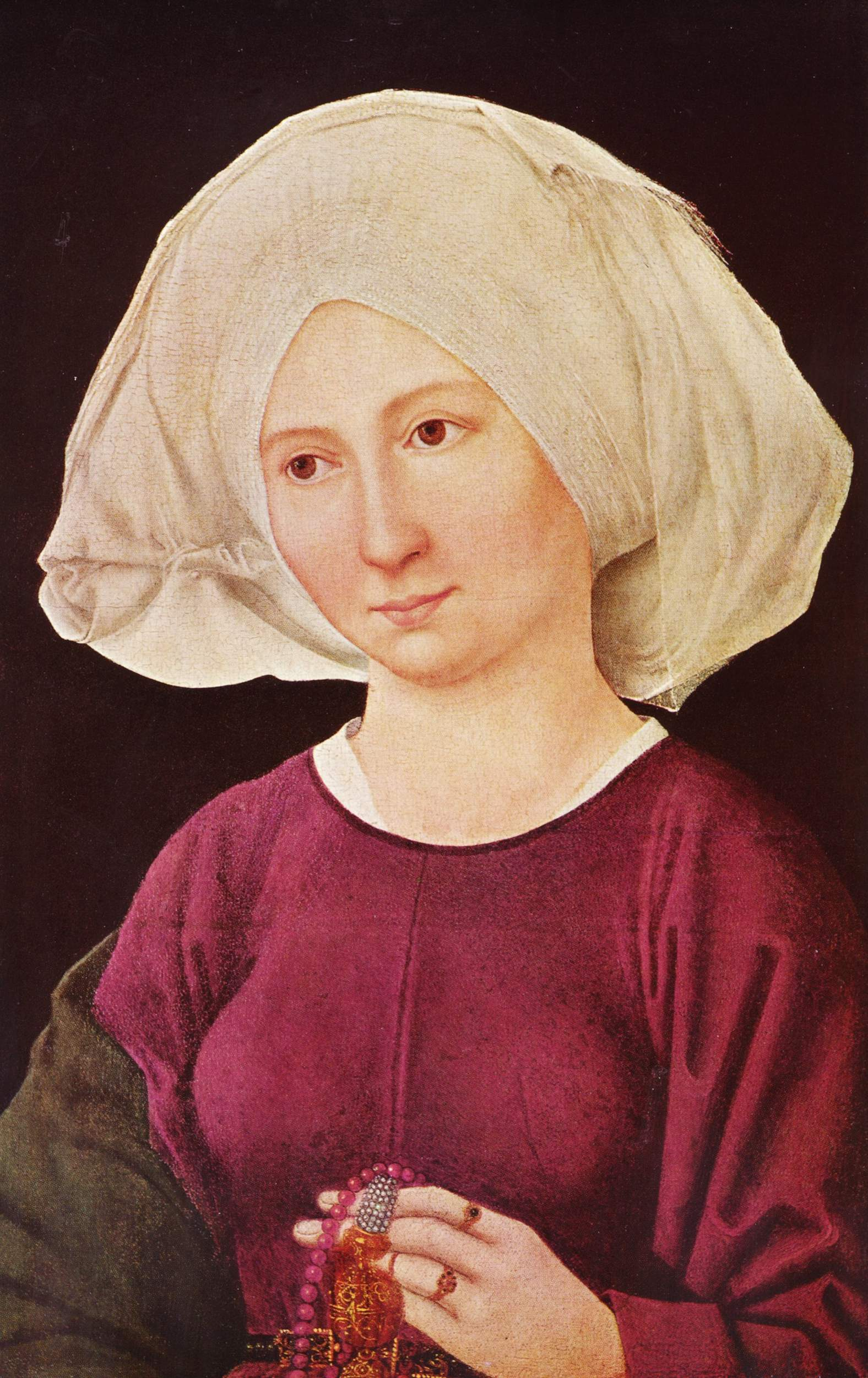
Martin Schongauer(1478) Portrét mladé ženy